# San Paolo Cervo
San Paolo Cervo (piemontiul: San Pàul) település Olaszországban, Piemont régióban, Biella megyében.  San Paolo Cervo Andorno Micca, Biella, Campiglia Cervo, Sagliano Micca és Quittengo községekkel határos.

## Népesség
A település lakossága az elmúlt években az alábbi módon változott: